# St.-Georgs-Kanal (Papua-Neuguinea)
Der St.-Georgs-Kanal (englisch St. George's Channel) ist eine Meerenge im Südwest-Pazifik.
Die nach dem gleichnamigen Meereskanal zwischen Wales und Irland benannte Meerenge liegt zwischen Neubritannien (englisch New Britain; ehemals Neupommern) und Neuirland (englisch New Ireland; deutsch ehemals Neumecklenburg) im Bismarck-Archipel, welches politisch ein Teil des Staates Papua-Neuguinea ist. Im Kanal liegen die Duke-of-York-Inseln sowie die Credner-Inseln. Nordwestlich begrenzt die Bismarck-See den Kanal, in südöstlicher Richtung die Salomonensee.
Der erste Europäer, der den St.-Georgs-Kanal befuhr, war Anfang des Jahres 1700 der Seefahrer, Freibeuter und Geograph William Dampier. Dampier ging allerdings wegen der Feindseligkeit der Einwohner nicht an Land, verzichtete auf eine genauere Erkundung der Gewässer und hielt die Passage fälschlicherweise für eine Bucht.
Endgültig benannt wurde der St.-Georgs-Kanal am 29. August 1767 von Philipp Carteret, Seigneur of Trinity, einem Seefahrer aus Jersey (Kanalinseln) im Auftrag der britischen Admiralität.